# ماري جيلمور
ماري جيلمور (بالإنجليزية: Mary Gilmore)‏ هي صحفية وكاتِبة وشاعرة أسترالية، ولدت في 16 أغسطس 1865 في غولبرن في أستراليا، وتوفيت في 3 ديسمبر 1962 في سيدني في أستراليا.

## وصلات خارجية
- ماري جيلمور على موقع الموسوعة البريطانية (الإنجليزية)
- ماري جيلمور على موقع ميوزك برينز (الإنجليزية)